# Da Qaidam Hu
Da Qaidam Hu (kinesiska: 大柴达木湖) är en sjö i Kina. Den ligger i provinsen Qinghai, i den nordvästra delen av landet, omkring 590 kilometer väster om provinshuvudstaden Xining. Da Qaidam Hu ligger 3 152 meter över havet. Arean är 0,22 kvadratkilometer. Trakten runt Da Qaidam Hu är ofruktbar med lite eller ingen växtlighet. Den sträcker sig 0,8 kilometer i nord-sydlig riktning, och 0,7 kilometer i öst-västlig riktning.
Genomsnittlig årsnederbörd är 141 millimeter. Den regnigaste månaden är juni, med i genomsnitt 37 mm nederbörd, och den torraste är december, med 1 mm nederbörd.